# Zhuang Xiaoyan
Zhuang Xiaoyan (en chino: 庄晓岩; Shenyang, 4 de mayo de 1969) es una deportista china que compitió en judo.
Participó en los Juegos Olímpicos de Barcelona 1992, obteniendo una medalla de oro en la categoría de +72 kg. En los Juegos Asiáticos de 1990 consiguió una medalla de oro.
Ganó una medalla de oro en el Campeonato Mundial de Judo de 1991.

## Palmarés internacional
| Juegos Olímpicos   | Juegos Olímpicos   | Juegos Olímpicos | Juegos Olímpicos |
| Año                | Lugar              | Medalla          | Categoría        |
| ------------------ | ------------------ | ---------------- | ---------------- |
| 1992               | Barcelona (España) | Medalla de oro   | +72 kg           |
| Campeonato Mundial |                    |                  |                  |
| Año                | Lugar              | Medalla          | Categoría        |
| 1991               | Barcelona (España) | Medalla de oro   | Abierta          |
| Juegos Asiáticos   |                    |                  |                  |
| Año                | Lugar              | Medalla          | Categoría        |
| 1990               | Pekín (China)      | Medalla de oro   | Abierta          |